# Poecillastra compressa
Poecillastra compressa är en svampdjursart som först beskrevs av James Scott Bowerbank 1866.  Poecillastra compressa ingår i släktet Poecillastra och familjen Pachastrellidae. Utöver nominatformen finns också underarten P. c. antarctica.